# Electric Glass Balloon
Electric Glass Balloon（エレクトリック・グラス・バルーン）は、1990年代に活動した日本のギター・ロック・バンド。
1992年『BEAUTIFUL DAYS E.P』でミディからデビュー。1998年に解散。中心メンバーであった杉浦英治（vo&g）は"SUGIURUMN"の名で活躍中である。2013年、SUGIURUMNのアルバム『May The House Be With You』のレコーディングに筒井朋哉が参加。その縁もありリリースイベント時に、15年ぶりに復活。一夜限りの再結成ライヴを開催した。
2019年、杉浦と筒井はTHE ALEXXを結成。デビューライブをフジロックフェスティバル '19で行い、同年アルバムをリリース、今も活動中である。2020年、エレクトリック・グラス・バルーン`CULTSTAR GUIDEBOOK`がメディコムトーイから7インチVinylとして限定リリース。B面には新しくレコーディングされた2020年Ver.が収録された。

## メンバー
杉浦英治（ボーカル、ギター）
- 解散後はSUGIURUMNとしてソロで活動。

筒井朋哉（ギター）
角田亮次（ドラム）
- 丸山の脱退後に加入。

### 解散までに脱退したメンバー
丸山晴茂（ドラム）
- 脱退後、サニーデイ・サービスのメンバーとして活動。

奥野裕則 （ベース、ギター、ボーカル）

## ディスコグラフィー

### シングル
- SECRET SUMMERSHINE（1994年1月21日）
- SUMMER KING（1995年6月21日）

### ミニアルバム
- BEAUTIFUL DAYS E.P（1992年8月21日）
- SPEEEEED FREAK E.P（1992年12月21日）
- CULTSTAR GUIDEBOOK（1993年6月21日）
- SMASH MY CAR（1996年3月1日）
- AUDIO JET LIFE（1997年4月25日）

### アルバム
- STRIKES BACK（1994年4月10日）
- SOUND（1995年8月19日）
- SPACE IS HERE（1996年9月26日）
- e is for electric（1997年11月24日）
- ワースト・バンド・イン・ザ・ワールド／エレクトリック・グラス・バルーン・ベスト（1999年6月30日）　※ベストアルバム

### 7インチVinyl
- CHINESE BIKE（1997年10月25日）
- SUNBURN（1997年12月15日）
- SUMMER KING（1998年）　※ファンクラブ限定
- CULTSTAR GUIDEBOOK（2020年10月17日）

### 参加作品
- 拝啓、越路吹雪様（1996年）

7.「イカルスの星」

## タイアップ一覧
| 使用年 | 曲名         | タイアップ                                                |
| ------ | ------------ | --------------------------------------------------------- |
| 1996年 | SMASH MY CAR | テレビ朝日系 銀座深夜劇場『夜中の天丼』エンディングテーマ |